# Särdalsstugan
Särdalsstugan är en ryggåsstuga, eller bålastuga, från 1700-talet. Stugan kommer från Kråkegård i Särdal. Den stod inte på Kråkegårds nuvarande gårdstomt, utan längst upp på en höjdsträckning vid gården.

## Särdalsstugan i Norre katts park
År 1903 köptes Särdalsstugan av Alfred Wallberg på Slottsmöllan och donerades till Hallands Museiförening. Stugan sattes upp i norra delen av Norre katts park i Halmstad och var bebodd fram till 1960-talet. 
Särdalsstugan hölls öppen sommartid för allmänheten. Vaktmästaren hade sin bostad i en del av byggnaden, vilken hade moderniserats. I stugan, den lägre delen i mitten, hängde färgglada bonadsmålningar. En stor del av denna upptas av eldstaden, bakugnen och den stora öppna fyren. Stugan var både kök och matrum och vardagsrum samt sovrum med inbyggda sängar utmed långväggarna, och var det enda rummet att tillbringade vintern i. Det stora rummet till vänster - häbbaret - användes endast sommartid, då där inte fanns någon värme.

## Särdalsstugan i Harplinge
År 1972 flyttades den till Hembygdsgården i Harplinge som deposition.
År 2008 fick Harplinge hembygdsförening mottaga stugan som gåva av Hallands museum.